# Carl Otakar Čech
Carl Otakar Čech (auch Karel Otakar Čech, Dragutin Otokar Čech, Carl Ottokar Franz Cech, * 5. März 1842 in Weipert; † 8. Juni 1895 in Agram) war ein aus Böhmen stammender Agrochemiker, der ab 1886 in Kroatien lebte und zuletzt ab 1890 als venezolanischer Konsul wirkte.

## Leben
Carl Otakar Čech wurde mit der Lösung einer im Jahr 1865 vom eidgenössischen Polytechnikum in Zürich gestellten Preisfrage mit seiner Inaugural-Dissertation Studien über quantitative Bestimmungsmethoden der Gerbsäuren 1867 an der Ruprecht-Karls-Universität in Heidelberg zum Dr. phil. promoviert. 1868 habilitierte er sich am Polytechnischen Institut in Prag und wirkte hier bis 1874 als Privatdozent. Daneben lehrte er von 1872 bis 1874 zweisprachig in Deutsch und Tschechisch an der ersten Bierbrauerschule in Prag.
Von 1876 bis 1877 wirkte er als Privat-Dozent für technische Chemie an der Königlichen Gewerbeakademie zu Berlin. Danach arbeitete er von 1878 bis 1880 zunächst in einem chemischen Labor in St. Petersburg und später dann in Moskau. Während der Industrieausstellung in Moskau im Jahr 1882 arbeitete er als Korrespondent für das österreichische Handelsministerium.
Im Jahr 1886 ließ er sich in Agram in Kroatien nieder. Er war Gründer und erster Herausgeber der Zeitschrift Živobran, einer Veröffentlichung der Zagreber Gesellschaft für Tierschutz. 1890 wurde er venezolanischer Konsul in Rijeka.
Carl Otakar Čech forschte zum Hopfen und dessen Verwendung in der Brau- und Lebensmittelindustrie und beschäftigte sich darüber hinaus mit Weinbau, Obstbau, Imkerei sowie Seiden- und Fischzucht.
Er war Mitglied der Gesellschaft Deutscher Chemiker zu Berlin und wurde unter dem Namen Carl Ottokar Franz Cech am 26. Dezember 1880 in der Sektion Chemie mit der Matrikel-Nr. 2276 als Mitglied in die Deutsche Akademie der Naturforscher Leopoldina aufgenommen.
Für seine Verdienste wurde er mit dem französischen Verdienstorden für Landwirtschaft Ordre du Mérite agricole ausgezeichnet.
Von seiner Korrespondenz sind mehrere Briefe von und an den Chemiker Emil Erlenmeyer überliefert.

## Veröffentlichungen (Auswahl)
- Studien über quantitative Bestimmungsmethoden der Gerbsäuren. Heidelberg 1867 (Digitalisat)
- Karte der Rüben-Zucker-Fabriken in Böhmen, Mähren, Schlesien. 1870 (Digitalisat)
- Die Chemie an der Kaiser Franz Josefs-Universität zu Agram. Prag 1874 (Digitalisat)